# 香港國際建設投資
香港國際建設投資管理集團有限公司，(英語：Hong Kong International Construction Investment Management Group Co., Limited)，簡稱香港國際建投（英語：HKICIM Group)，原名泰昇集團控股有限公司（英語：Tysan Holdings Limited），是香港上市公司、百慕達離岸公司。公司主要生意是地基打樁、機電工程、土木工程、機器租賃、房地產、物業投資者、物業管理及地產發展等。主要客戶為香港政府屋宇署、房委會、工務局等。香港國際建投總部在香港島黃竹坑香葉道2號One Island South20樓，大股東是黑石集團。公司在瀋陽亦設有辦事處。

## 歷史

### 「泰昇集團」時期
馮潮澤與其妻顧麗華曾是泰昇集團的大股東，她是息影女星顧美華的胞妹。泰昇集團的主席曾是王天兵。副主席兼董事總經理是馮潮澤。執行董事為趙展鴻，郭敏慧，劉健輝。  
泰昇集團於1991年上市。
2012年11月13日將公司主要核心業務泰昇地基的四成權益出售予副主席兼董事總經理馮潮澤。
泰昇集團2011年度來自地基打樁的營業額22.19億元，佔集團總收入高達九成五；而盈利貢獻淨額則達2.36億元。
2013年8月20日黑石集團旗下基金Blackstone Real Estate Partners Asia提出以每股2.86元，總代價約25億元全購泰昇集團。
泰昇通告指出，集團大股東張舜堯、錢永勛、馮潮澤已承諾接受收購要約，三者分別持股約40.6%、11.6%及8.6%，合共61%。
泰昇向馮潮澤出售泰昇地基（香港）40%的股權及股東貸款，作價1.57億元；泰昇向馮潮澤出售泰昇建築工程49%的權益及股東貸款，作價1,715萬元。

### 海航集團入主，改名「香港國際建投」
2016年4月20日 海航集團附屬HNA Finance 以每股4.53元，斥資26.15億港元向泰昇集團控股股東Tides Holdings II(「Tides」)購買5.77億股股份，相當於集團已發行股份約66%。
2016年10月14日起  泰昇集團易名為「香港國際建設投資管理集團有限公司」英文股份簡稱將由「Tysan Holdings」更改為「HKICIM Group」。
2016年底至2017年初，公司曾先後購入四幅啟德住宅地皮，但因母公司海航集團財務問題而於2018-19年間悉數出售。
2018年2月13日，香港國際建投宣布，向恒基地產出售啟德兩幅住宅地皮，首次代價約159.59億元，將視乎基於適當時候所編製完成賬目的調整而定。
2018年3月9日，香港國際建投宣布，向會德豐地產出售啟德一幅住宅地皮，代價約63.592億元。
2019年2月1日，香港國際建投宣布，向會德豐地產出售啟德一幅住宅地皮，代價約68.89億元。
2019年2月28日，香港國際建投宣布，購入港島荷李活道151號Centre Hollywood，代價7億元。
2019年3月8日，香港國際建投宣布，獲控股股東HNA Finance I告知，HNA Finance I向要約人Times Holding II Limited出售約23.41億股，約佔香港國際建投已發行股份69.54%，總代價70.23億元。據報導，Times Holding II由黑石集團控股。
2019年6月20日，香港國際建投宣布，向英皇國際出售港島荷李活道151號Centre Hollywood，代價約5.95億元。

## 外部連結
- 官方网站